# Тур А181
Тур-А181 — украинский высокопольный автобус большой вместимости, выпускаемый на заводе Укравтобуспром с 1998 по 2006 год.

## История
Впервые автобус Тур А181 был представлен в 1998 году. Представляет собой автобус с «несущей» крышей и «пространственным» каркасом.
После автобуса МАЗ-103, это был второй по счёту полунизкопольный автобус в странах СНГ. На шасси автобуса Тур А181 производились также другие автобусы с двигателями внутреннего сгорания Богдан А231, ЮМЗ А186 и РоАЗ-5236, включая троллейбусы ЮМЗ Е-186 и Богдан-E231.
Производство завершилось в конце 2006 года.